# Кола ди Риенцо
Кола ди Риенцо (итал. Cola di Rienzo, собств. Никола ди Лоренцо Габрини (итал. Nicola di Lorenzo Gabrini), 1313 — 8 октября 1354) — итальянский политический деятель, народный вождь, пришедший к власти в Риме, но удержавшийся у власти недолго.

## Биография
Родился в Риме в семье трактирщика и прачки. Детство и молодость Риенцо провел в деревне, «как мужик между мужиками», по его собственному выражению. Двадцатилетним юношей он вернулся в Рим; приобретя некоторые знания самообразованием, стал посещать университет и особенно пристрастился к римским писателям, познакомившим его с блестящим прошлым его родины. Как горячий патриот, он живо чувствовал всю тяжесть тогдашнего положения Рима и его области, в которых хозяйничало необузданное дворянство. Риенцо на самом себе испытал плоды этого режима: один дворянин совершенно безнаказанно убил его брата. Поэтому его изучение старины получило особый оттенок: он стал мечтать о ее возрождении, о пробуждении древнеримской доблести.
На него обратили внимание, как на красноречивого оратора, и он получил место городского нотариуса. Служебное положение дало Риенцо возможность ближе узнать злоупотребления дворянства; речи его становились все популярнее. В 1343 году он был послан в Авиньон с поручением представить папе Клементу VI проект реформы городского управления и просить его перебраться в Рим.
По возвращении в Рим, Риенцо, вокруг которого образовался кружок единомышленников, стал готовить в городе политический переворот. В 1344 году он написал на латинском языке книгу о древних памятниках под названием «Описание города Рима и его великолепия». Разделяя гуманистические взгляды Петрарки, он мечтал о восстановлении былого величия Рима. Используя методы, рассчитанные на эмоциональное воздействие, он размещал на видных местах аллегорические изображения, или прибивал к дверям церкви таинственную надпись: «в скором времени Рим вернется к своему древнему хорошему состоянию». Поводом к наиболее внушительной демонстрации Риенцо послужила находка бронзовой доски с отрывком из lex regia, которым сенат передавал imperium Веспасиану. Риенцо приказал вделать ее в стену Латеранского собора и тут же нарисовать сцену, о которой говорилось в тексте; затем он объявил, что будет публично объяснять надпись. В собор явилась масса народа и огромное количество знати. Риенцо, в белой тоге и в белой немецкой шляпе, на которой были изображены мечи и короны, произнес зажигательную речь о прежнем величии Рима и его современном упадке.
Правящая аристократия, осведомлённая о деятельности Риенцо, воспринимала его деятельность как несерьёзную: Риенцо казался им эксцентричным идеалистом, который порой мог даже позабавить.
Между тем заговор созрел, и революция, сначала бескровная, произошла неожиданно и спокойно: в полночь 19 мая 1347 года Риенцо, выслушав мессу, двинулся на Капитолий, в сопровождении папского легата, с четырьмя знаменами, придававшими шествию вид крестного хода, и приказал прочесть народу декреты, вводившие наиболее необходимые реформы. Созванное вслед затем народное собрание утвердило эти законы, и Риенцо принял следующий титул: «Николай, волей всемилостивого Господа Иисуса Христа, строгий и милостивый трибун свободы, мира и справедливости и освободитель священной Римской республики».
С помощью городского ополчения Риенцо усмирил возмутившихся баронов, обеспечил отправление правосудия и на первое время смог установить справедливое правление.
Однако он не удовольствовался достигнутым успехом и задумал сначала объединить Италию, а затем и восстановить всемирное главенство Рима. Вслед за переворотом он разослал ко всем монархам и городам Италии приглашения прислать в Рим депутатов на сейм к 1 августа. В этот день состоялось торжество итальянского братства, сводившееся, главным образом, к пышным процессиям и зрелищам. Результаты оказались значительнее прогнозируемых: папа прислал трибуну подарок, большинство государств ответили лестными посланиями, а некоторые — прислали и депутатов. Выпустив новые монеты с надписью: «Рим — глава мира», Риенцо объявил отменёнными все права и привилегии, данные кому-либо римским народом, признал за ним, в лице сейма итальянских депутатов, исключительное право избирать императора и назначил выборы на 19 сентября. Перед открытием сейма Риенцо с большой пышностью возвел себя в рыцарское достоинство, причем погрузился в ту самую купель, в которой, по преданию, крестился Константин Великий, после чего прибавил к своему титулу новые эпитеты: «рыцарь Николай, кандидат Святого Духа, друг Вселенной, трибун Августа», и вызвал к своему трибуналу Людовика Баварского, Карла IV и всех курфюрстов. Депутаты надели золотые кольца, в знак обручения с Римом; Италия была объявлена объединенной и повсюду разосланы послы оповестить, что трибун решил дать вселенной новое устройство. Риенцо провёл церемонию коронации, приняв шесть символических корон; ему вручены были скипетр и держава. Требования его были оставлены германскими государями без внимания, но венгерский король Людовик I Великий и Иоанна Неаполитанская предоставили свой спор на его решение.
В Риме положение Риенцо, несмотря на усиление налогов, было все еще твердым. Восстание знати, вспыхнувшее 20 ноября, было подавлено им, при этом погибли почти все члены дома Колонна.
Но уже 15 декабря, при содействии папы, начинавшего опасаться замыслов трибуна, знать вновь подняла восстание и принудила Риенцо бежать из Рима. Довольно долго Риенцо скрывался в Абруццо, а в 1350 году отправился в Прагу, к императору Карлу IV, чтобы побудить его предпринять поход на Рим, но был арестован по обвинению в ереси и в 1352 году выдан папе Клименту VI. Преемник последнего Иннокентий VI решил сделать Риенцо орудием для подавления римской знати и в 1354 году назначил его сенатором Рима. Явившись в Рим в сопровождении кардинала Альборноца, Риенцо вновь смирил баронов, 29 августа казнил знаменитого предводителя кондотьеров фра Мореале, окружил себя сильным конвоем, повысил налоги и неограниченно правил Римом, что привело к росту массового недовольства.
8 октября 1354 года вспыхнуло восстание, руководимое фамилиями Колонна и Савелли. Риенцо бежал с Капитолия, но был узнан, задержан и убит; обезображенный труп его чернь влачила по всему городу, затем сожгла, а пепел рассеяла по ветру.
Гиббон писал об этом: «Капитолий стоял теперь на крови Риенцо, когда Карл IV спустился с Альп, чтобы короноваться короной Италии и Империи».

## Образ Риенцо в литературе и оперном искусстве
- В 1835 году английский писатель Эдвард Бульвер-Литтон написал исторический роман «Риенци, последний из римских трибунов», посвящённый ди Риенцо. Вскоре этот роман привлёк внимание молодого немецкого композитора Рихарда Вагнера и стал основой либретто для его оперы «Риенци, последний из трибунов» (нем. Rienzi, der Letzte der Tribunen). Вагнер работал над этой оперой в 1837—1840 годах, впервые она поставлена была в 1841 году в Дрездене.
- В 1976 году в СССР опубликована была историческая повесть писателя и переводчика Станислава Жидкова «Римский трибун», в которой Кола ди Риенцо выведен не тираном и авантюристом, а лидером народной революции.